# Marita Johansson
Marita Johansson (9 juli 1984) is een voormalig schaatsster uit Zweden.

## Resultaten

### Wereldbeker
| Seizoen   | 1500 m | 3000/5000 m |
| --------- | ------ | ----------- |
| 2004/2005 | 41e    | 38e         |
| 2007/2008 | 48e    | 49e         |

### Europese kampioenschappen
| Jaar | allround |
| ---- | -------- |
| 2006 | 24e      |
| 2007 | 23e      |
| 2008 | 20e      |
| 2009 | 20e      |
| 2010 | 23e      |

### Zweedse kampioenschappen
| Jaar | 1500 m | 3000 m | 5000 m | allround | sprint |
| ---- | ------ | ------ | ------ | -------- | ------ |
| 2000 | -      | -      | -      | -        | 6e     |
| 2003 | -      | -      | -      | Zilver   | 4e     |
| 2004 | -      | -      | -      | -        | 5e     |
| 2005 | -      | -      | -      | Zilver   | 5e     |
| 2006 | -      | -      | -      | Zilver   | -      |
| 2007 | Zilver | Zilver | Goud   | -        | Goud   |
| 2008 | -      | -      | -      | Goud     | 4e     |
| 2009 | -      | -      | -      | Goud     | Zilver |
| 2010 | -      | -      | -      | -        | Zilver |

## Persoonlijke records
| Afstand    | Tijd    | Datum            | Baan           |
| ---------- | ------- | ---------------- | -------------- |
| 500 meter  | 41,64   | 15 maart 2009    | Calgary        |
| 1000 meter | 1.20,67 | 16 maart 2008    | Calgary        |
| 1500 meter | 2.02,06 | 15 maart 2009    | Calgary        |
| 3000 meter | 4.16,70 | 18 november 2005 | Salt Lake City |
| 5000 meter | 7.33,03 | 20 februari 2005 | Heerenveen     |